# Stenalcidia
Stenalcidia là một chi bướm đêm thuộc họ Geometridae.